# Moby Tommy
Die Moby Tommy ist ein Fährschiff der italienischen Reederei Moby Lines, das unter italienischer Flagge fährt.

## Geschichte
Das Schiff wurde als Ariadne Place für die griechische Reederei Minoan Lines gebaut und wurde auf verschiedene Routen zwischen Italien und Griechenland eingesetzt.
2006 wurde das Schiff an Moby Lines verkauft und erhielt den Namen Moby Tommy. Bei dem Umbau der Fähre 2007 wurde ein weiteres Deck auf den hinteren Teil des Schiffes aufgesetzt. So wurde die Kapazität der Betten von 500 auf 709 gesteigert.
Im Jahr 2012 wurde das Schiff an TT-Line verchartert. Moby Lines setzt das Schiff auf den Routen zwischen Genua und Olbia, Genua und Porto Torres, sowie Livorno und Olbia ein.

## Das Schiff
Das RoPax-Schiff hat eine Bar sowie eine Station für Handyaufladung und WLAN an Bord. An Bord gibt es 2- und 4-Bett-Kabinen. Zudem bietet die Moby Tommy Schlafsessel für Passagiere ohne Kabine. An Bord des Schiffes gibt es außerdem einen Raum mit Videospielautomaten und einen Spielebereich für Kinder. Auf dem Sonnendeck des Schiffes befinden sich ein Pool und eine Lido-Bar.

## Schwesterschiff
Die Moby Tommy hat zwei Schwesterschiffe, die Mega Express Three von Corsica Ferries und die Zeus Palace von Grimaldi Lines.